# Gaius Sagurus Priscus

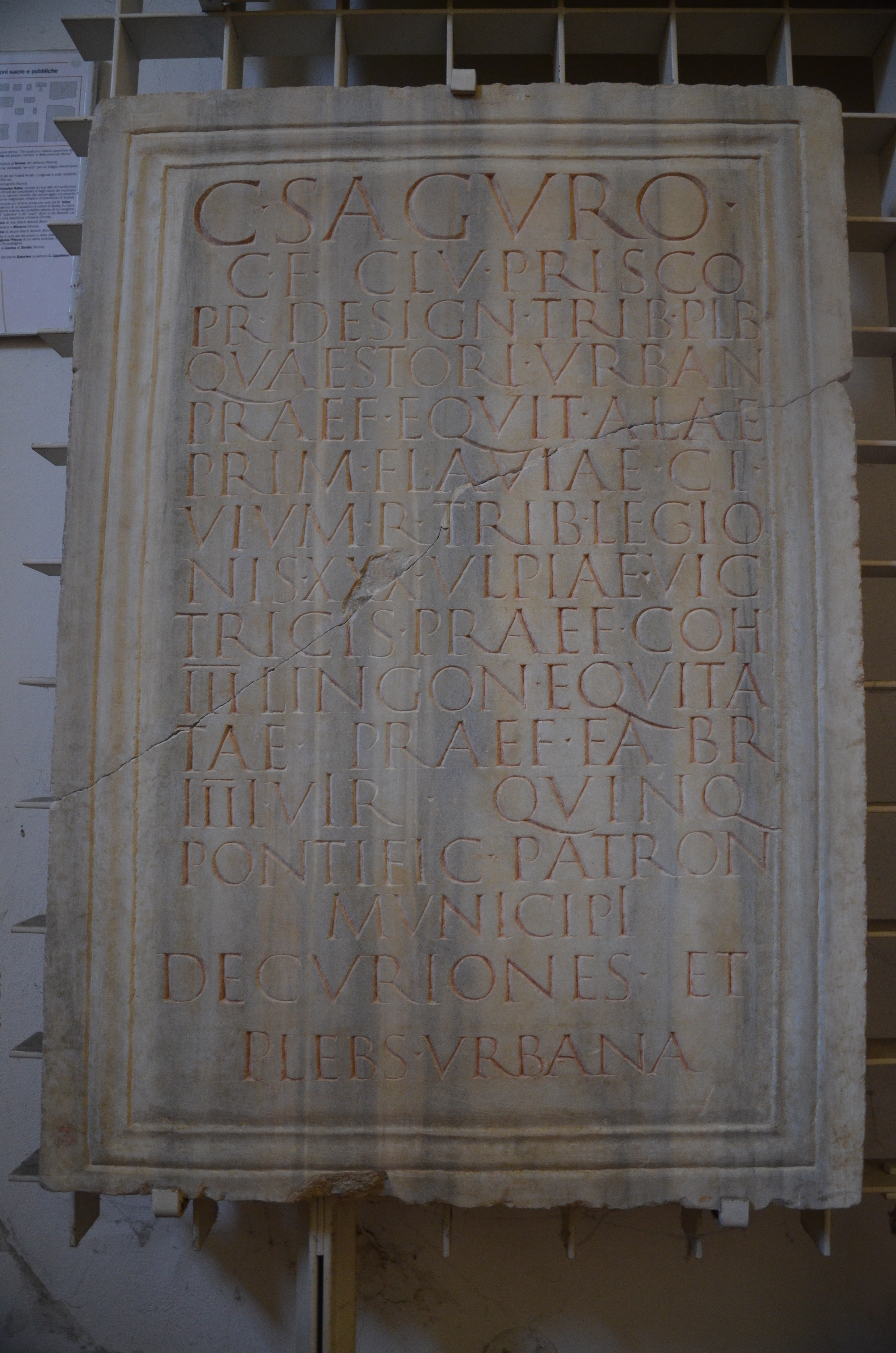
Die Inschrift

Gaius Sagurus Priscus (vollständige Namensform Gaius Sagurus Gai filius Clustumina Priscus) war ein im 2. Jahrhundert n. Chr. lebender Angehöriger des römischen Ritterstandes (Eques). Durch eine Inschrift, die bei Pitinum Mergens gefunden wurde, sind einzelne Stationen seiner Laufbahn bekannt. Seine Laufbahn ist in der Inschrift als cursus inversus, d. h. in absteigender Reihenfolge wiedergegeben.

## Laufbahn
Priscus übernahm zunächst in seiner Heimatstadt Pitinum Mergens die öffentlichen Ämter eines Pontifex und eines IIIIvir quinquennalis. Danach war er Praefectus fabrum.
Auf diese zivilen Tätigkeiten folgte seine militärische Laufbahn (siehe Tres militiae). Er war zunächst Kommandeur (Praefectus) der Cohors III Lingonum equitata, die in der Provinz Britannia stationiert war. Danach diente er als Tribunus in der Legio XXX Ulpia Victrix, die ihr Hauptlager in Vetera in der Provinz Germania inferior hatte. Zuletzt übernahm er im Range eines Praefectus equitum die Leitung der Ala prima Flavia civium Romanorum.
Nachdem er seine militärische Karriere beendet hatte, begann er in Rom mit der senatorischen Ämterlaufbahn (siehe Cursus honorum). Er wurde zunächst Quaestor urbanus und in der Folge Volkstribun. Darüber hinaus wird er in der Inschrift noch als Praetor designatus bezeichnet.
Priscus war in der Tribus Clustumina eingeschrieben. Er war auch Patron in seiner Heimatstadt; das Standbild mit der Inschrift wurde ihm zu Ehren durch die Stadträte und das Volk (decuriones et plebs urbana) errichtet.
Die Inschrift wird bei der Epigraphik-Datenbank Clauss-Slaby in die erste Hälfte des 2. Jahrhunderts datiert, bei Marcus Reuter allgemein auf das 2. Jahrhundert.

## Ala prima Flavia civium Romanorum
Laut Marcus Reuter wird eine Einheit mit dieser Bezeichnung sonst nirgends erwähnt. Möglicherweise ist diese Einheit mit der Ala I Flavia Gemina oder der Ala I Flavia Singularium identisch.